# Paul von Thurn und Taxis

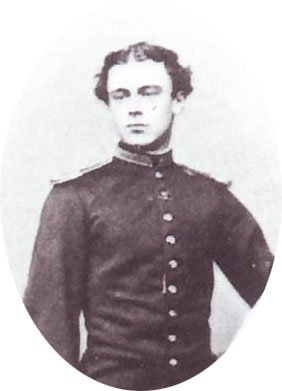
Paul von Thurn und Taxis in der Uniform eines bayerischen Leutnants

Paul Maximilian Lamoral Fürst/Prinz von Thurn und Taxis (* 27. Mai 1843 auf Schloss Donaustauf bei Regensburg; † 10. März 1879 in Cannes, Frankreich), ab 1868 Paul Freiherr von Fels, war das dritte Kind von Fürst Maximilian Karl von Thurn und Taxis und dessen zweiter Frau, Mathilde Sophie zu Oettingen-Oettingen und Oettingen-Spielberg (1816–1886).

## Kindheit und Jugend
Paul von Thurn und Taxis verbrachte seine Kindheit und Jugend, abgesehen von Sommeraufenthalten auf Schloss Donaustauf und Schloss Taxis (Schwäbische Alb), auf Schloss St. Emmeram in Regensburg, dem Hauptsitz der fürstlichen Familie. Dort erhielt er wie die anderen fürstlichen Nachkommen Unterricht von Privatlehrern. Im Rahmen einer mehrtägigen Separatprüfung im Juli 1861 am Regensburger Gymnasium schloss er seine schulische Ausbildung mit dem „Gymnasial-Absolutorium“ (Abitur) und der Endnote „Sehr gut“ ab. Er habe, so heißt es in der Begründung, „durch seine reiche geistige Begabung, durch seine allseitige und gründliche wissenschaftliche Bildung, und überhaupt durch seine ganze, von den trefflichsten Eigenschaften getragenen Persönlichkeit den vortheilhaftesten Eindruck gemacht“. Er war musisch begabt, hatte eine sehr gute Stimme und lernte hervorragend Klavierspielen.

## Freund König Ludwigs II. von Bayern
Unter Bezugnahme auf das traditionell gute Verhältnis des Hauses Thurn und Taxis mit dem Wittelsbacher Königshaus bat sein Vater Maximilian Karl bei König Maximilian II. von Bayern für seinen Sohn um eine Offiziersstelle. Nachdem Paul bereits in Regensburg militärischen Privatunterricht erhalten hatte, trat er am 15. November 1861 mit 18 Jahren als Unterleutnant (Junior-Leutnant) in das 2. Artillerie-Regiment der Bayerischen Armee (Garnison Würzburg) ein. Am 1. November 1863 wurde er Ordonnanzoffizier Maximilians II. und nach dessen unerwartetem Tod am 10. März 1864 Adjutant seines Freundes, des nunmehrigen bayerischen Königs Ludwig II. Am 18. Januar 1865 wurde er mit 20 Jahren bei gleichzeitiger Beförderung zum Oberleutnant zum persönlichen Flügeladjutanten des Königs ernannt.
Während eines dreiwöchigen gemeinsamen Aufenthaltes in der Königlichen Villa in Berchtesgaden (September 1863), den die beiderseitigen Eltern arrangiert hatten, schlossen er und Kronprinz Ludwig eine enge Freundschaft. Die beiden jungen Männer begeisterten sich für Kunst, Musik, Theater und Literatur. Sie liebten Aufenthalte in der Gebirgswelt und waren hervorragende Reiter. Sie hatten beide eine humanistische Schulbildung durchlaufen, waren im katholischen Glauben verwurzelt und nahmen ihre religiösen Pflichten ernst. Äußerlich sahen sie sich zum Verwechseln ähnlich.
Paul von Thurn und Taxis wuchs im Kreis einer großen Familie unter zahlreichen Halbgeschwistern und Geschwistern auf. Das erforderte Anpassung und Auseinandersetzung mit den Bedürfnissen anderer. Ludwig dagegen hatte nie die Möglichkeit, vergleichbare soziale Erfahrungen zu machen. Seine Erziehung war darauf angelegt, ihn in die Rolle des Kronprinzen einzuüben, so dass er bereits in frühen Jahren von anderen ein unterwürfiges Verhalten erwartete. In seiner herausgehobenen Position war er sozial isoliert. Eigenes Fehlverhalten einzugestehen, sich zu entschuldigen oder konstruktiv mit Kritik umzugehen waren Verhaltensweisen, die er nie lernte. In der Person Pauls begegnete ihm ein fast Gleichaltriger, der seinen Einsamkeitsgefühlen entgegenzuwirken vermochte.
Wie man Ludwigs Tagebuchaufzeichnungen und Pauls Briefen an Ludwig entnehmen kann, erlebten sie intensive Phasen einer hochgestimmten, zuweilen ekstatisch gesteigerten Freundschaft mit homoerotischer Konnotation. Die erhaltenen Briefe an Ludwig können sowohl als Freundschafts- wie als Liebesbriefe interpretiert werden. Sie lassen aber keinen eindeutigen Schluss auf tatsächlich vollzogenen homosexuellen Verkehr zu. Die von Paul brieflich mitgeteilten zärtlichen Verhaltensweisen wie Küsse, Umarmungen, Treue- und Liebesschwüre bewegen sich historisch gesehen im Rahmen, ggf. im Randbereich empfindsamer Freundschaften unter Männern im 19. Jahrhundert. Paul von Thurn und Taxis war für Ludwig trotz aller späteren bedauerlichen Ereignisse der einzige kongeniale Freund.

## Adjutant Ludwigs II.

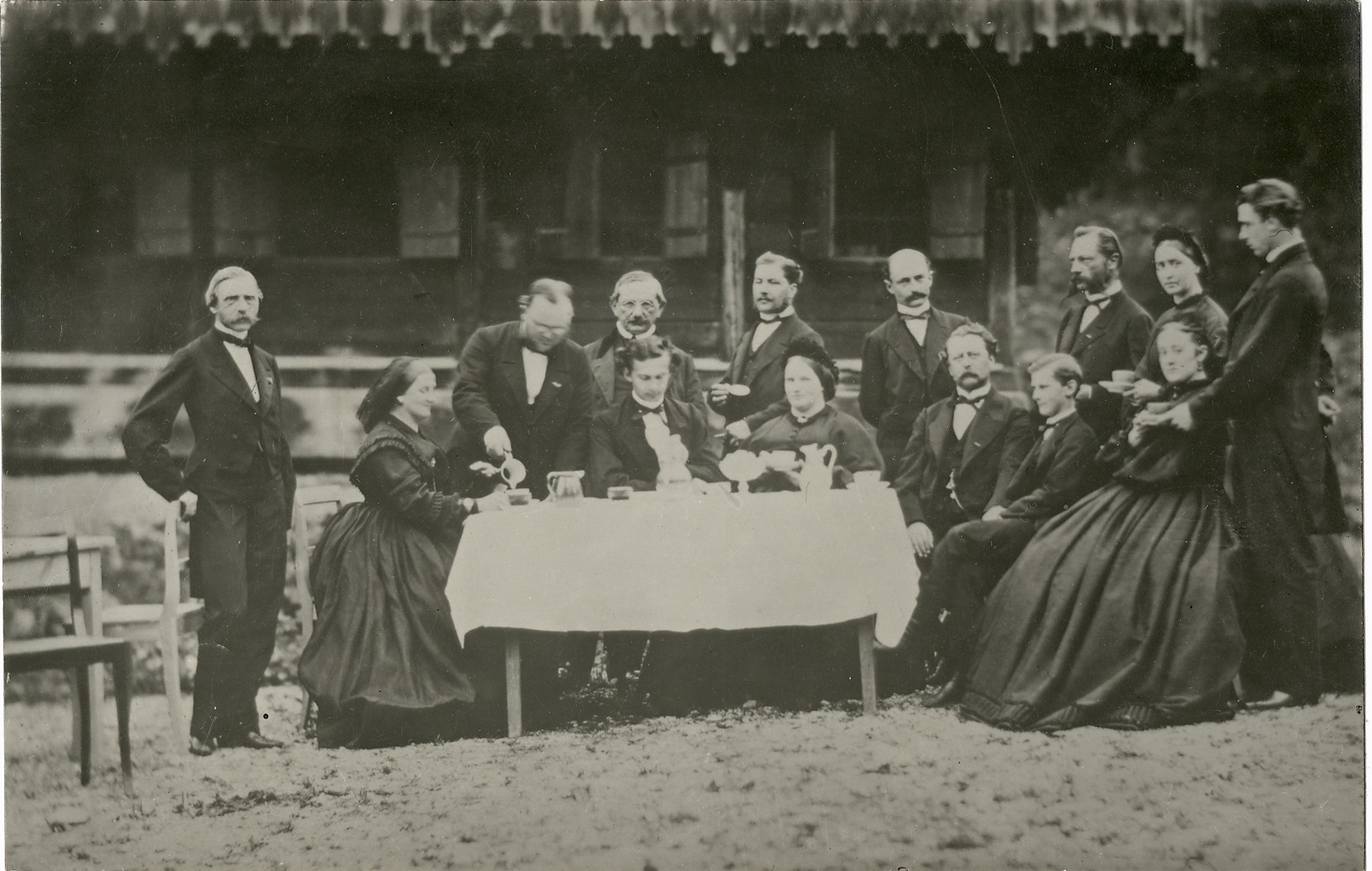
Ludwig II. mit Mutter Marie, Bruder Otto und Gefolge (Fürst Paul stehend ganz rechts)

Fürst Paul stand an der Seite eines Königs, den sein unvorbereiteter Regierungsantritt im Alter von 18 Jahren überforderte. Dessen Selbstbild als König „von Gottes Gnaden“ widersprach der Verfassung Bayerns als einer konstitutionellen Monarchie. Scheu vor der Öffentlichkeit und menschliche Defizite beeinträchtigten seine Regentschaft. Er erlebte und erlitt die Folgen von Ludwigs Verkennung politischer Realitäten. Obwohl er ihm in dienstlichen Angelegenheiten unterstellt war, übernahm er gegenüber dem vielfach unentschlossenen und von Stimmungen beeinflussten König die Rolle des Ratgebers, der bestrebt war, ihn vor unbedachten Handlungen zu bewahren.
Vom 18. Juni bis 15. Juli 1864 hielt sich Ludwig mit Begleitung im Kurort Kissingen auf, ein gesellschaftliches Ereignis von europäischem Rang. In Begleitung seines Flügeladjutanten begrüßte er den österreichischen Kaiser Franz Joseph I. und Kaiserin Elisabeth, Zar Alexander II. von Russland und Zarin Maria Alexandrowna. Anwesend waren ebenfalls Pauls Mutter Mathilde Sophie und Helene in Bayern, verheiratete Fürstin von Thurn und Taxis. Damit war er wenige Monate nach seinem Dienstantritt auf internationalem Parkett angekommen.
Zum Abschluss des Herbstmanövers 1864 nahm Ludwig als Oberbefehlshaber der bayerischen Armee am 17. September seine erste Militärparade ab. Beteiligt waren 5700 Soldaten aller Ränge und 1600 Pferde. Zur militärischen Entourage des Königs, an der die Truppen vorbeizogen, gehörte auch der Fürst in farbiger Paradeuniform, denn als Verbindungsoffizier des Königs zur Armee war er Angehöriger der obersten militärischen Ebene.

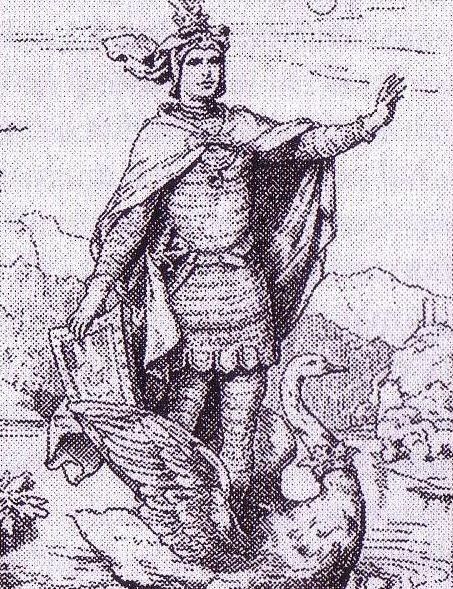
Paul von Thurn und Taxis als Lohengrin

Den 20. Geburtstag Ludwigs am 25. August 1865 krönten Paul von Thurn und Taxis und Richard Wagner mit einer theatralischen Aktion. Während ein elektrisch beleuchteter Kahn in Form eines Schwans von einem unsichtbaren Drahtseil über den Alpsee in Richtung Schloss Hohenschwangau gezogen wurde, sang Paul in einem Lohengrin-Kostüm Arien aus der gleichnamigen Wagner-Oper, begleitet von 30 Militärmusikern, die sich, von Wagner dirigiert, am Ufer versteckt hielten. Der Komponist hatte ihn persönlich auf diesen Auftritt vorbereitet. Er wurde von Ludwig für diese bis November dreimal wiederholten Auftritte überschwänglich gelobt. Die bayerische Presse hingegen kommentierte sie höhnisch als skurrile Kindereien, unwürdig eines Staatsoberhauptes. Sie schadeten dem Ansehen Pauls bei seiner Familie und beim gesamten bayerischen Adel.
Die Beziehung zwischen Paul von Thurn und Taxis und Ludwig erreichte ihre größte Intensität in jenen Monaten des Jahres 1866, in denen der Krieg des Deutschen Bundes gegen Preußen vorbereitet, geführt und verloren wurde. Bis zuletzt wollte Ludwig seinem Volk einen Krieg ersparen. Er gab schließlich dem politischen Druck nach, zog sich aber ab Juni wochenlang in Begleitung Pauls nach Schloss Berg und auf die Roseninsel im Starnberger See zurück. Die Bayern sahen sich von ihrem König im Stich gelassen. Paul erkannte das politisch unkluge Verhalten Ludwigs. Dennoch fühlte er sich verpflichtet, an seiner Seite zu bleiben und den Freund in seiner depressiven Phase aufzuheitern. Es gelang ihm, zusammen mit Richard Wagner im Hintergrund, den König von seiner Rücktrittsabsicht abzubringen. Die öffentliche Berichterstattung über die Rückzüge Ludwigs in Begleitung seines Flügeladjutanten und Freundes war verheerend.

## Spannungen und Krisen
Die Beziehung zwischen Paul und Ludwig war immer wieder Krisen ausgesetzt. Von Anfang an regte sich unter den Hofbeamten Widerstand gegen ihn, weil er in seiner Schlüsselposition zur rechten Hand des Königs und zu dessen Sprachrohr avanciert war: An die Stelle der Herren von Pfistermeister, Lutz und Hoffmann [hochrangige Beamte des königlichen Kabinetts] aber ist der blutjunge, gleich unerfahrene Flügel-Adjutant Fürst Taxis getreten. Er vermittelt jetzt die Gnaden allein. Er wurde mehrfach bei Ludwig durch Zuträger denunziert, erstmals im Herbst 1863. Hinzu kamen die unberechenbaren Gefühlsschwankungen Ludwigs und dessen Unfähigkeit, mit Kritik umzugehen. Vermutlich war er der Einzige im Umfeld des Königs, der es wagte, ihm zu widersprechen. Ihr trotz aller Treuebekundungen krisenanfälliges Verhältnis eskalierte im Frühjahr 1866, doch noch einmal kam es zur Versöhnung.
Das Spannungsverhältnis zwischen zärtlicher Freundschaft auf Augenhöhe und abhängiger dienstlicher Stellung charakterisierte seine Situation von Anfang an. Die mit diesem Konfliktpotenzial gegebene Brisanz unterschätzte er. Da sich in seiner Doppelfunktion Privates und Dienstliches unentwirrbar mischten, war er unentwegt im Einsatz. Ludwig verlangte die sofortige Umsetzung seiner privaten Wünsche und dienstlichen Anweisungen. Gleichzeitig neigte er zur Nachtarbeit und legte mit Paul weite Entfernungen per Pferd auch nachts zurück, so dass sich bei ihm tagsüber Ermüdungsphasen einstellten.
Während eines mehrtägigen Gebirgsausfluges stürzte Ludwig am 7. September 1866 mit seinem Pferd bei Böbing/Oberbayern auf den neben ihm reitenden Fürsten Paul, der eine nicht unbedeutende Kopfverletzung erlitt, vermutlich eine schwere Gehirnerschütterung und weitere Verletzungen. Ludwig fürchtete in den folgenden schwarzumflorten Stunden um dessen Leben, begleitete seinen Transport per Zug bis Starnberg und besuchte den langsam Genesenden täglich in seiner Münchener Wohnung in der Türkenstraße 82. Nach drei Wochen nahm Paul seinen Dienst wieder auf, er kam aber auf Grund seiner geschwächten Konstitution mit der Erledigung von Aufträgen Ludwigs in Verzug.

## Paul – Ludwig II. – Richard Wagner – Cosima von Bülow
Ludwig hatte seinen Lebenssinn mit Richard Wagner und dessen musikalischem Werk untrennbar verbunden, wie u. a. sein Brief vom 17. August 1866 an seine Cousine Sophie Herzogin in Bayern zeigt: Sein [Wagners] Todestag ist auch der meine. – Das ist sicher, denn die Liebe zu ihm, die der Grund meiner Wonnen und Leiden ist, ward in mir zum religiösen Cultus, ohne ihn kann ich nicht leben. und begeisterte Paul von Thurn und Taxis für Wagners Musik. Er war einer der wenigen Adeligen in Bayern, der zum politisch wie musikalisch umstrittenen Komponisten stand. In Wagner sah er darüber hinaus einen Freund, dem er sich mit seinen Ängsten um Ludwig und auch mit eigenen Problemen anvertraute. Ihn fragte er z. B. um Rat, ob er die ihm von Ludwig angetragene Intendanz des Münchener Residenz- und Nationaltheaters annehmen solle. Als Wagnerianer markiert, nahm er die dadurch bedingte Beschädigung seines Ansehens in der eigenen Familie und bei seinen Standesgenossen in Kauf.

### In geheimen Missionen
Nach der Ausweisung Wagners aus Bayern am 10. Dezember 1865 wuchs Pauls Bedeutung für den König, weil er ihm mehrmals als geheimer Bote und Vermittler nach Tribschen am Vierwaldstättersee diente, dem Schweizer Aufenthaltsort Wagners. Ludwig setzte alles daran, sich die Schaffenskraft Wagners zu erhalten und seine Opern aufführen zu lassen. Er war ein vertrauenswürdiger Berichterstatter und überbrachte Ludwig die Originalpartitur der Walküre. Wagner und Cosima hatten größtes Interesse daran, sich das Wohlwollen Ludwigs mit allen – selbst erpresserischen – Mitteln zu erhalten. Gemeinsam verhinderten Wagner und Paul Ludwigs Rücktritt sowie dessen geplantes Exil in der Schweiz und brachten ihn zur personellen Umbesetzung seines Kabinetts, das die finanziellen Zuwendungen an den Komponisten immer wieder blockierte.
Unter dem Pseudonym Friedrich Melloc reiste Fürst Paul am 6. August 1866 nach Tribschen, um im Auftrag Ludwigs Wagner zu bewegen, nach München zurückzukehren. Wagner lehnte ab. Der folgende Brief an Ludwig ist vom 7. August 1866 datiert: „Ich habe gerade den intimen Zirkel der lieben Freunde [Wagner und Cosima] verlassen und ich ging zu dem gemütlichen kleinen Zimmer, wo wir gemeinsam waren … Eine schöne Erinnerung! … Er und Frau Vorstel [Wagner und Cosima] übermitteln ihre ergebensten Grüße. Gott schütze dich und behüte dich auf dem Thron. Das ist ihr Wunsch und auch mein eigener, denn nur so können wir unser hohes Ideal erreichen.

### Entlassung und Verbannung
Mit Wirkung vom 7. November 1866 wurde Paul von Thurn und Taxis seiner Stellung beim König enthoben und zum 3. Reitende Artillerieregiment versetzt, wobei ihm die allerhöchste Anerkennung seiner Dienstleistung ausgesprochen wurde. Er trat jedoch dort seinen Dienst nicht an, eine Tatsache, die ihm später als Fahnenflucht ausgelegt wurde. Am 18. Januar 1867 erfolgte auf seinen Antrag hin seine offizielle Entlassung aus dem Militärdienst. Er konnte sich seine plötzliche Verbannung aus der Nähe Ludwigs nicht erklären, wie sein in diesem Zusammenhang geschriebener Brief zeigt:
„ein einzig geliebter Ludwig! Mein Alles!
Was in aller Heiligen Namen hat Dir Dein Friedrich denn gethan! Was hat er denn so Hartes gesagt, das keine Hand, keine gute Nacht, ja daß kein Wiedersehen Ihm heute mehr vergönnt? Wie ich mir zu Muthe, kann ich Dir nicht schildern. Meine bebende Hand mag Dir die innere Bewegung kund thun. Ich wollte Dich nicht kränken. Vergib, sei mir wieder gut, sonst fürchte ich das Ärgste, so halte ich es nicht aus. Mögen meine Töne versöhnend zu Dir aufsteigen. Amen! Vergib deinem unglücklichen Friedrich.
In keinem offiziellen Dokument wurden Entlassungsgründe genannt. Es gibt aber klare Indizien im Briefwechsel zwischen Ludwig und Cosima, die darauf hindeuten, dass er sowohl für Ludwig wie für Richard Wagner und Cosima von Bülow zu einer ernsten Gefahr geworden war.
Ludwig hatte in einer am 12. Juni 1866 unterzeichneten und umgehend in der Presse veröffentlichten „Ehrenerklärung“ Cosima und Wagner gegen alle Anschuldigungen verteidigt, in einem ehebrecherischen Verhältnis zu leben. Paul von Thurn und Taxis dürfte bei seinen folgenden Aufenthalten in Tribschen aber erkannt haben, dass die mit Hans von Bülow verheiratete Cosima nicht nur die Haushälterin und Sekretärin des noch mit seiner Frau Minna verheirateten Wagner, sondern seine Dauergeliebte war. Er schlug sich als Freund auf die Seite Ludwigs und informierte seinen König und Freund offenbar über die wahren Verhältnisse in Tribschen, da er ihn vor weiterer Lächerlichkeit in der Öffentlichkeit bewahren wollte, die längst besser informiert war. Ludwig konnte diese Wahrheit nicht akzeptieren und äußerte sich Cosima gegenüber, Paul stieß alle Welt vor den Kopf, überhob sich auf eine unverantwortliche Art, suchte sogar seine früheren Freunde [Wagner und Cosima] durch Anschwärzungen in ungünstiges Licht zu stellen. Ludwig hatte sich das geradezu metaphysische Ideal einer geschlechtslosen trinitarischen Beziehung zwischen Wagner, Cosima und sich selbst gebildet. Nun sah er die Realisierung seines von irdischen Trieben freien Kunst-Königtums aufs äußerste gefährdet, das er mit dem idealisierten Leben Wagners und dessen Musik untrennbar verknüpft hatte.
Die Mitteilung Ludwigs an Cosima, Paul denunziere sie und Wagner, versetzte beide in Angst und Schrecken. In Absprache mit Wagner demontierte Cosima bei Ludwig den zuvor hochgelobten treuen Friedrich, sie bezichtigte ihn einer rohen, bzw. unfertigen Natur, der Anmaßung und Zudringlichkeit. Sie unterstellte ihm, seine Begeisterung für Wagner sei nie echt, sondern vorgetäuscht gewesen.
Ludwig entzog sich jeder Aussprache mit Paul, er ließ ihn ein für allemal fallen. Damit wurde Paul Opfer einer sich früh ausprägenden Verhaltensweise Ludwigs, Menschen zunächst an sich zu ziehen, sie für sich zu begeistern, sie für seine Zwecke zu benutzen, sich aber bei Verstimmungen und in Krisensituationen abrupt von ihnen zu trennen und sie anschließend zu verunglimpfen. Vergleichbar verhielt er sich in Übereinstimmung mit Wagner und Cosima gegenüber der zunächst hoch verehrten Sängerin Malvina Schnorr von Carolsfeld. Sie hatte zeitlich parallel zu Paul den König ebenfalls aufgrund eigener Anschauung über die ehebrecherische Beziehung zwischen Wagner und Cosima aufgeklärt. Malvina und Paul wurden von Cosima in einem Atemzug genannt und als niedrige Charaktere abgewertet.

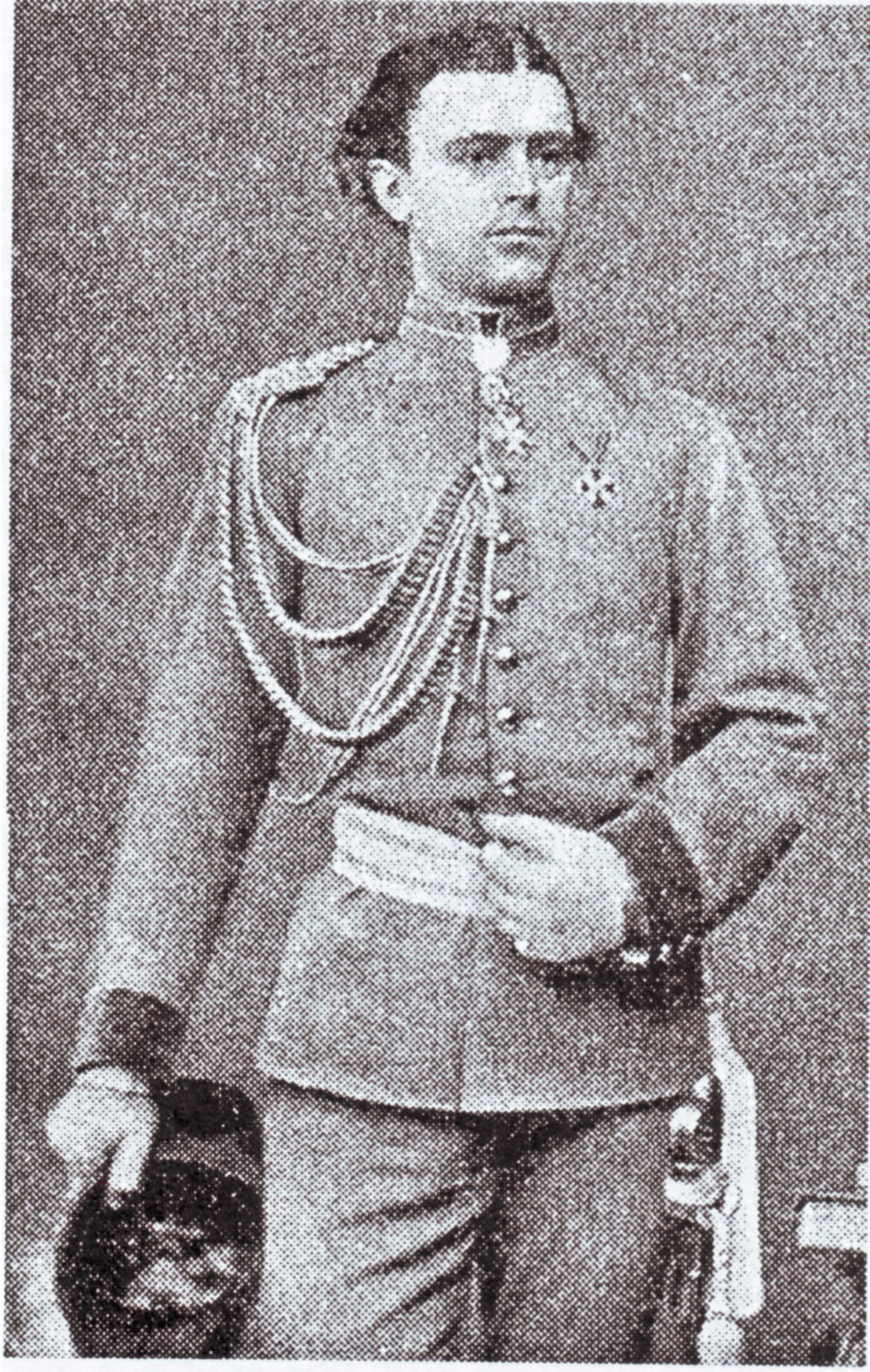
Paul von Thurn und Taxis in der Uniform eines bayerischen Flügeladjutanten (Privatarchiv Sylvia Alphéus)

## Heirat und Ausschluss aus der fürstlichen Familie

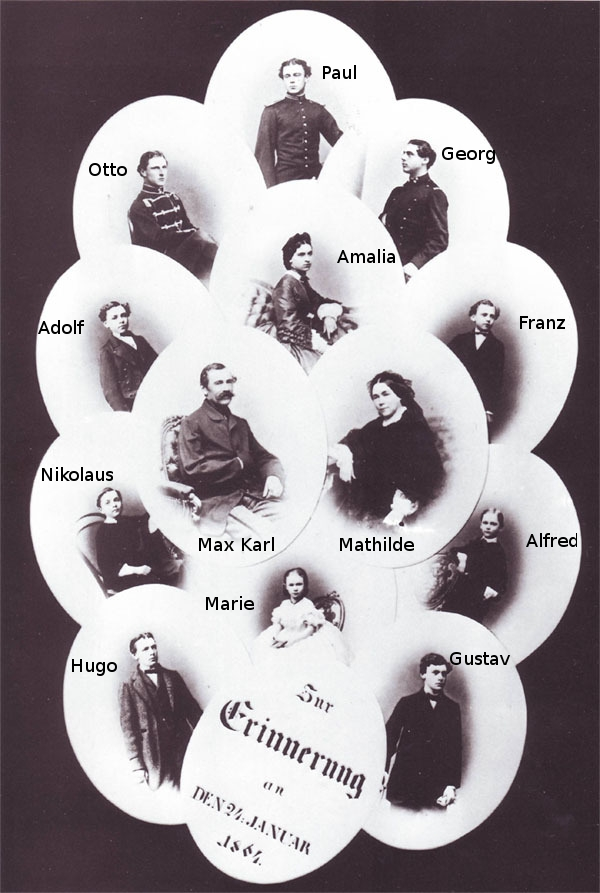
Paul von Thurn und Taxis (oben) mit seiner Familie anlässlich der Silberhochzeit seiner Eltern am 24. Januar 1864

### Elise Stephanie Kreuzer: Schauspielerin, Sängerin und Geliebte
In der Theatersaison 1865/1866 lernte Paul die 20-jährige Schauspielerin und Sängerin Elise Stephanie Kreuzer kennen, die nach mehreren Engagements an Theatern im Gebiet der Doppelmonarchie Österreich-Ungarn den Sprung an das Münchener Actien-Volkstheater (heute Staatstheater am Gärtnerplatz) geschafft hatte. Geboren am 8. September 1845 in Mannheim, stammte sie aus einer Künstlerfamilie. Ihre Mutter Amalie Fischer (geb. in Prag am 15. August 1814) war Sängerin, ihr Vater Heinrich Kreuzer (geb. 1819 in Wien) ein damals berühmter Tenor.
Bis zu ihrem Ausscheiden aus dem Actien-Volks-Theater übernahm sie Sprech- und Gesangsrollen in 24 verschiedenen Stücken, insbesondere in Operetten von Jacques Offenbach und Franz von Suppè. Ludwig erlebte sie bei einem Besuch des Theaters in einer humoristischen Hosenrolle, ohne von Paul zuvor eingeweiht worden zu sein, dass eine der Agierenden auf der Bühne seine Geliebte war. Von Paul aufbewahrte Atelierfotos zeigen Elise sowohl in modischer Ausgehkleidung als auch in ungezwungen-sinnlicher Ruhelage.
Die Liebesbeziehung zwischen dem Fürsten Paul und Elise Stephanie Kreuzer und ihre Schwangerschaft konnten geheim gehalten werden. Ende Januar 1867 verließen beide München, gingen nach Bern (Schweiz), wo am 31. Januar ihr Sohn Heinrich geboren wurde. Nun erschienen in bayerischen Zeitungen Aufsehen erregende Meldungen über die Absicht des ehemaligen königlichen Flügeladjutanten, eine (zunächst nicht namentlich genannte) Soubrette des Actien-Volkstheaters zu ehelichen – in Adelskreisen ein Skandal.
Der öffentliche Skandal war umso größer, als in der Presse Artikel mit dem Hinweis erschienen, die Geliebte sei eine Jüdin, z. B. im Münchener Tages-Anzeiger vom 20. Februar 1867: „Die Vermählung ist noch nicht erfolgt, da die Geliebte des Fürsten eine Jüdin ist und sich erst der Taufe unterziehen wird.“ Tatsächlich war ihre Mutter evangelisch, ihr Vater mosaischen Glaubens. Sie ließen ihre fünf Kinder nach deren Geburt jeweils evangelisch taufen. Elise Stephanie Kreuzer wurde am 13. September 1845 in der Konkordien-Kirche in Mannheim getauft. Nach christlicher Anschauung war Elise Christin, gleichwohl wurde sie öffentlich gewöhnlich als jüdische Sängerin bezeichnet, nicht nur in Bayern. Die beiden Antisemiten Wagner und Cosima sahen sich in ihrer aus anderen Gründen bereits vollzogenen Abwertung Pauls noch einmal bestätigt. Ludwig, der den bayerischen Juden generell freundlich begegnete, ließ sich Cosima gegenüber – möglicherweise als Zugeständnis an die „Freunde“ in Tribschen – zu folgender Aussage hinreißen: „[...] wie kann man eine glänzende Stellung so aufgeben“ [gemeint ist Paul], „einen alten Namen von gutem Klang so verunzieren, um einer leichtsinnigen, hässlichen Jüdin nachzulaufen. O sancta simplicitas.“

### Heirat
Die Heirat von Paul von Thurn und Taxis und Elise Stephanie Kreuzer erfolgte am 7. Juni 1868 in der katholischen Kirche St. Petrus in Ketten in Astheim bei Trebur. Das Fürstenhaus hatte zuvor einen Vertrag mit Paul ausgehandelt bzw. ihm diktiert, der am 9. Februar 1868 in Aachen in Anwesenheit des aus Regensburg angereisten fürstlichen Amtsrichters Heinrich unterzeichnet worden war. Dieser Vertrag enthielt u. a. folgende Regelungen: Paul wird aus der Dynastie Thurn und Taxis ausgeschlossen. Er verliert seinen fürstlichen Titel und Familiennamen, gleichzeitig seinen Anteil am Stammvermögen des Fürstenhauses und seine ihm rechtlich zustehende Apanage. Stattdessen wurde ihm eine freiwillige und zeitlich befristete Sustentation von pro Jahr 6.000 Gulden in bayerischer Währung zugesprochen. Nach seinem Tod sollten seiner Ehefrau 3.000 Gulden auf Lebenszeit gewährt werden. – Am 17. Juni 1868 ließ Ludwig II. seinen ehemaligen Freund unter dem neuen Namen von Fels in den Freiherrenstand erheben.
Ziel Maximilian Karls war es, jede erkennbare Verbindung Pauls zum Fürstenhaus zu kappen und dessen Nachkommen aus der fürstlichen Linie auszuschließen. Er sah durch die unebenbürtige Liebesheirat seines Sohnes mit einer Bürgerlichen, zumal einer (angeblich jüdischen) Theaterkünstlerin, seine Dynastie erheblich beschädigt. An seinen Vetter schrieb er am 13. August 1868: Mein Sohn Paul war trotz aller Bemühungen nicht zu bewegen, sein Verhältnis mit einer Person aufzugeben, welche leider in jeder Beziehung der Ehre meines Hauses und Namens widerstreitet. Hinzu kam, dass sie als Ehefrau ihre Theaterkarriere fortsetzen wollte und Paul beabsichtigte, ans Theater zu gehen.
In dem Konflikt zwischen Vater und Sohn standen sich zwei unterschiedliche Lebenskonzepte gegenüber: Maximilian Karl orientierte sich an tradierten Standesnormen und dynastischem Denken; demgegenüber entwickelte sein Sohn einen individuellen Lebensentwurf mit ungewissem Ausgang und räumte dem Eigen-Sinn den Vorrang ein. Dafür zahlte er einen hohen Preis.
Über Versöhnungsversuche zwischen Paul von Fels und dem Fürstenhaus, z. B. durch seine Schwägerin Helene Fürstin von Thurn und Taxis, gab es Meldungen in bayerischen Zeitungsartikeln, aber keine sicheren Belege.

## Leben bis zum Tod in Cannes

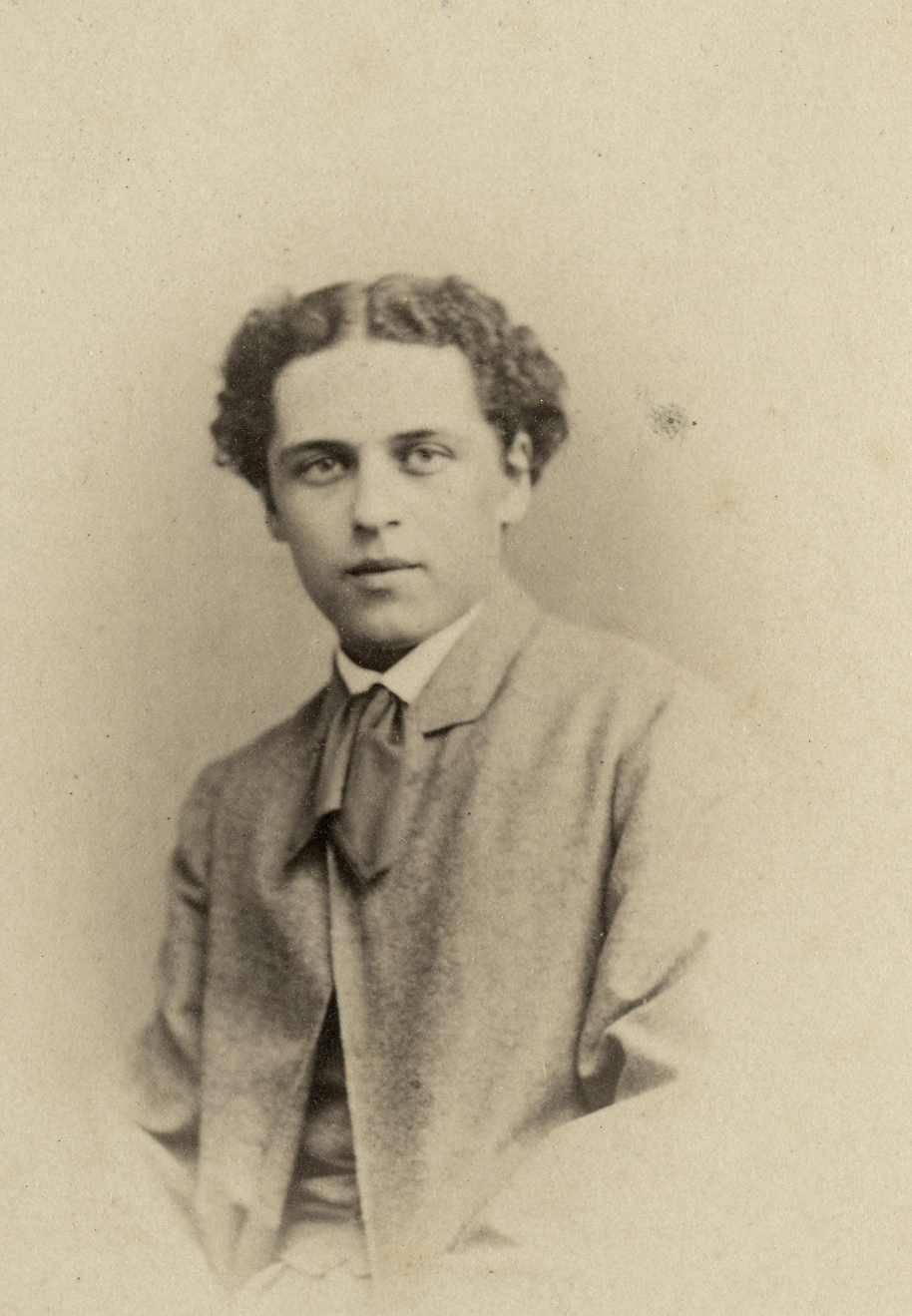
Paul von Thurn und Taxis, Kissingen 1864 (Privatarchiv Sylvia Alphéus)

Paul von Fels versuchte vergeblich, an verschiedenen Theatern als Schauspieler Fuß zu fassen bzw. Intendant zu werden. Vermutlich war er in dieser Zeit schon an der damals nicht heilbaren Tuberkulose (damals Schwindsucht genannt) erkrankt und daher immer weniger in der Lage, den physischen und psychischen Anforderungen einer künstlerischen Tätigkeit zu genügen. Er stand nun nicht mehr im Scheinwerferlicht der Öffentlichkeit, sondern begleitete seine Frau als Privater bzw. Rentier an die Orte ihrer Engagements. Er geriet nach seiner Heirat wiederholt in finanzielle Engpässe und nahm Kredite auf. Bis zu seinem Tode wurden von der Obereinnehmerei des Fürstenhauses Beträge zur Begleichung der Gläubigerforderungen von seinen vierteljährlichen Sustentationsraten einbehalten.
Ihr Sohn Heinrich lebte abwechselnd in einem Internat, bei den Großeltern Kreuzer und in den Theaterferien zusammen mit seinen Eltern.
Elise von Fels führte ihren Weg als Künstlerin mit Erfolg fort. In der Saison 1867/1868 war sie am Stadttheater Aachen engagiert, es folgten Engagements z. B. in Rostock, Augsburg, Salzburg und Lübeck. Von 1874 bis 1878 war sie Koloratursopranistin und Primadonna am Stadttheater Freiburg i.Br.
Während sie ihren künstlerischen Höhepunkt erreichte, verschlechterte sich sein Gesundheitszustand. Im September 1878 ließ er sich in Regensburg einen Pass für die Ausreise nach Frankreich ausstellen und begab sich zur Linderung seiner Krankheitssymptome nach Cannes. Gegen Ende des Jahres dürfte Paul die Einsicht gewonnen haben, dass ihm sein Ende nahe bevorstand. Auf sein Ersuchen hin bewilligte ihm der Rat der Stadt am 18. Januar 1879 den Kauf einer Grabstelle. Er starb im Alter von 35 Jahren am 10. März 1879 und wurde auf dem Friedhof Cimetière du Grand Jas, Allée du Silence-Nr. 33 unter dem Namen Baron Paul de Fels begraben.
Im Jahre 1991 wurde seine Grabstätte aufgelassen, da von der Friedhofsverwaltung kein verantwortlicher Verwandter ermittelt werden konnte. Seine damals noch vorhandenen sterblichen Überreste wurden in das auf dem Friedhof gelegene Ossarium verbracht.

## Der weitere Weg der Elise von Fels
1881 heiratete Elise von Fels in Lübeck den Opernsänger (Bariton) und Theaterregisseur Arno Cabisius und gab ihre gesangliche Tätigkeit auf. 1890 wurde Cabisius Intendant des Magdeburger Stadttheaters, das er zu wirtschaftlichem und künstlerischem Erfolg mit überregionaler Bedeutung führte. Als er 1907 unerwartet starb, wurde Elise von Fels-Cabisius wegen ihrer fachlichen Kompetenz vom Magistrat mit der Fortführung der Intendanz betraut. Im Nachruf des Magdeburger Generalanzeigers vom 8. März 1907 auf ihren Ehemann heißt es, er habe in seiner Ehefrau eine ebenso „schaffensfreudige wie kunstsinnige Mitarbeiterin“ gehabt, deren „Rat und Beistand ihm immer neue künstlerische Anregungen geboten habe. Beide führten eine glückliche ‚Künstlerehe‘ […], die gegründet war auf das feste Fundament der innigsten Übereinstimmung und des gleichen künstlerischen Strebens“.
Anerkennend nannte man sie in Künstlerkreisen und in der Bevölkerung die Cabisia. Sie starb 1936 in Huntlosen bei Oldenburg im Alter von 91 Jahren und wurde auf dem dortigen Friedhof beigesetzt.

## Nachkommen
- Heinrich von Fels (* 1867 in Bern; † 1955 in Huntlosen), verheiratet mit der Schauspielerin Maria von Scarpatetti (* 1872 in Innsbruck; † 1931 in Husum/Schleswig-Holstein).
- Adoption von Elise Emma Leucke (* 1911 in Leitz-Glinde b. Magdeburg; † 1971 in Huntlosen). Sie heiratete den Gutsbesitzer Emil Rüdebusch (* 1899 in Huntlosen; † 1972 in Huntlosen). Ihre Tochter Sylvia Rüdebusch (* 1938 in Oldenburg), verheiratete Alphéus-Jegensdorf, lebt in Oldenburg.

## Ehrung
- August 1864: Russischer Orden der Heiligen Anna III. Klasse
- Februar 1865: päpstlicher Malteser-Ritter-Orden
- Februar 1866: Ritterkreuz I. Klasse des Großherzoglich-Hessischen Philipp-Ordens

## Trivia
- In der TV-Serie Wagner – Das Leben und Werk Richard Wagners (1983) mit Richard Burton als Richard Wagner und Vanessa Redgrave als Cosima Wagner trat Prinz Paul von Thurn und Taxis auf (gespielt von Arthur Denberg). Er erscheint bei Auftritten als Lohengrin auf dem Alpsee und anlässlich seines Besuchs in Tribschen zusammen mit König Ludwig II. im Mai 1866.
- „Prinz Paul“ (Hermann Pröll) hat einen kleinen Auftritt in Luchino Viscontis Film Ludwig II. (1972).
- Prinz Paul Taxis wird als Liebhaber von König Ludwig II. in der dreibändigen Manga-Serie Ludwig II. ( Ruutovihi II sei) der japanischen Künstlerin You Huguri dargestellt , die vom japanischen Verlag Kadokawa Shoten (1996–1998) veröffentlicht wurde. Deutsche Ausgabe: Ludwig II. Übersetzt von Burkhard Höfler. Stuttgart 2022.
- Rolle/Auftritt Pauls im Musical Ludwig II. – Sehnsucht nach dem Paradies. Musik: Franz Hummel, Libretto: Stephan Barbarino. Uraufführung im Musical-Theater Neuschwanstein in Füssen 2000.
- Hauptfigur in der Masterclass-Abschlussarbeit Elise & Paul - Eine Musical-Dramedy! der August-Everding-Theaterakademie am Deutschen Theater München. Elise (= Elise Kreuzer) und Paul (von Thurn und Taxis/von Fels). Aufführungen am 23. und 24. Mai 2024. Das Stück wurde auch am Kleinen Theater Haar und im Vindobona in Wien gezeigt.